# Monitor Atahualpa

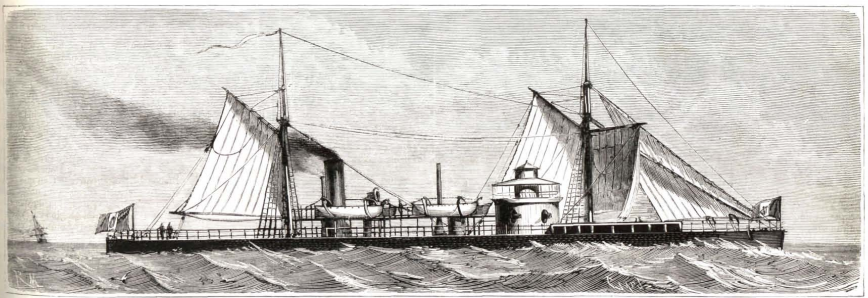
Impresión artística del monitor blindado fluvial "Atahualpa", a toda vela según un grabado publicado en La Ilustración Española y Americana (1879).

El BAP Atahualpa fue un monitor de la Marina de Guerra del Perú que participó en la Guerra del Guano y del Salitre. Fue construido en los Estados Unidos, por orden de la Marina de Guerra de ese país, a mediados del siglo XIX siendo inicialmente bautizado con el nombre de USS Catawba. El monitor fue posteriormente vendido a la Marina de Guerra del Perú, junto con su gemelo el monitor Manco Cápac. Fue hundido por su propia tripulación el 16 de enero de 1881.

## Características técnicas generales
Los monitores costeros y fluviales Manco Cápac y Atahualpa han sido construidos bajo el mismo sistema, con los mismos materiales y sujetos a las mismas dimensiones. Hablar pues de uno de ellos en cuanto a sus condiciones generales, equivale a ocuparse de ambos. 
La Ilustración Española y Americana en su edición del Año XXIII, N.º XXXV, del 22 de septiembre de 1879, página 171, describe al monitor Atahualpa de la manera siguiente:

El monitor Atahualpa ha sido adquirido por el gobierno peruano en los Estados Unidos, donde se construyó y prestó servicios en ocasión de la guerra separatista. Mide dicho buque 274 pies de eslora, 45 de manga y 12 de puntal, calando 11. Los dos cañones Armstrong de 15 pulgadas que constituyen su armamento están encerrados en una torre blindada, cuyo diámetro interior es de 25 pies. Su andar es de 8 millas por hora.

El casco que estaba dividido en secciones estancas, tenía las siguientes particularidades: una proa volada de 8 pies perfectamente blindada, y que constituye su ariete; los costados de la obra muerta y hasta 4 pies bajo la línea de agua, tenían 2 pies de vuelo fuera del casco y la popa tenía 20 pies de vuelo para dejar juego a la hélice. La pala del timón tenía la forma de un elipsoide y el eje le atraviesa de modo que para afuera deja las dos terceras partes. Tenía una chimenea con base blindada de 6 pies de altura, dos escotillas para el sollado y máquina, una fosa con tapa de hierro para proteger la hélice en combate, a popa de ella una caña de repuesto para el timón.
El blindaje en el casco consistía en 5 planchas de hierro de 1 pulgada de espesor, cada una empernada a la obra de madera que era de 5 pies de ancho y de 2 pies de espesor, roble rojo americano. La cubierta, de roble rojo americano de 7 pulgadas de espesor, estaba compuesta de planchas de hierro de 2 pulgadas de espesor soportados por baos de madera. A 40 pies de la proa, un torreón de 2 brazas, con una cenefa de hierro dispuesta para protegerla de los golpes de mar, y arregladas en forma tal que por unos tubos adaptadas a ella, se mitigaba en parte el sonido de cualquier choque en la parte exterior. Tenía la torre 25 pies de diámetro, con blindaje de 10 pulgadas de espesor. Sobre el techo de la torre descansaba una casamata o pequeño torreón, que era el puesto del comandante en combate y en el cual había una rueda para gobernar en ese caso, teniendo (el torreón) ranuras en todas las direcciones. Sobre la casamata había una caseta de madera, donde estaba la rueda con la que se gobernaba en la mar.
En popa iban las 4 calderas, la máquina Ericsson de 300 caballos de fuerza y la hélice de hierro fundido, de cuatro aspas.
La máquina del buque, sistema hélice y construida por Ericsson, tenía 200 caballos nominales de fuerza, lo que daba al buque un andar de 4 a 5 millas (10 kilómetros/hora); además tenía máquinas auxiliares para el movimiento de la torre giratoria, para el cabrestante, para las bombas de aire y, circulación para las centrífugas, etc.
El armamento consistía en dos cañones Dahlgren de ánima lisa, de calibre 381 mm (15 pulgadas) y 500 libras (250 kilos), montados en una torre giratoria de 25 pies de diámetro, cubierta por diez capas de planchas de hierro de una pulgada cada una.
Cuando el Perú lo compró se les puso de velamen dos mástiles con aparejo de goleta para iniciar su viaje al Pacífico, al igual que su gemelo el monitor Manco Cápac, pero años después se les retiró.

## Datos históricos

### Construcción y puesta en servicio
Originalmente se llamó USS Catawba. Fue un monitor de Clase Canonicus, de los 9 que se construyeron, los que a su vez fueron una versión mejorada de los monitores de la Clase Passaic. Estos monitores fueron diseños para combatir en ríos y no como buques de altamar, sin embargo el Perú los compró en octubre de 1867, siendo usados como baterías flotantes de defensa costera.
El USS Catawba nunca llegó a entrar en servicio con la Armada de los Estados Unidos. Se empezó su construcción en 1864 por $ 460 000 y se completó en junio de 1865, cuando la Guerra de Secesión ya había finalizado y el gobierno de los Estados Unidos lo cedió a sus constructores para la venta. En 1868, Alex Swift & Co. lo vendió a Perú, junto con el USS Oneota por $ 2 millones pagaderos de la siguiente manera: 250 000 al contado y £ 30 mil a días vista sobre Londres, contados desde la fecha del contrato; $ 346 000 en papel moneda y $ 800 000 en bonos al 75% con 7% de interés. Esto era, deducido la pérdida por tipo de cambio, $ 1,8 millones.
El conflicto con España y la Guerra hispano-sudamericana llevaron a que el gobierno del Perú bajo el presidente Mariano Ignacio Prado procurara incrementar el poder naval peruano. El contrato de compra fue firmado en Lima en octubre de 1867, por el ministro de Guerra y Marina Mariano Pío Cornejo y los representantes de la Casa Alexander Swift, debiendo pagar el Perú un millón de pesos por cada buque y además encargarse de las reparaciones y transporte al Callao de dichos buques. El capitán Aurelio García y García, como agregada naval del Perú en los Estados Unidos fue el encargado de inspeccionar la recepción de los buques en noviembre de 1967.

### Acciones navales
Para remolcar ambos buques desde de Nueva Orleans, hasta el Callao, adicionalmente se compraron dos vapores; el Reyes y el Marañon, siendo una travesía que no estuvo exenta de dificultades. Según el historiador Jorge Basadre: "Esta épica travesía fue el remolque más largo quince meses (enero 1869-mayo 1870)− y el más peligroso hecho hasta entonces en la historia de la marina de guerra en el mundo”. 
Partieron en enero de 1869, alcanzaron llegar a Pensacola, Florida y las averías de la maquinaria los obligaran a esperar 30 días para que se completaran las reparaciones. En la ruta entre Cayo Hueso a las Bahamas, los barcos se separaron debido al mal tiempo. El Atahualpa llegó a Gran Inagua, en las Bahamas, pudo reabastecerse y esperó al Manco Cápac, hasta que recibieron la noticia que se había quedado sin el vapor de remolque, el Reyes que se fue a pique, pero que ya habían alcanzado alguna de las otras islas de la Bahamas. Los monitores finalmente se reunieron en St. Thomas en las Islas Vírgenes y tuvieron que esperar a que llegara el vapor Pachitea desde Perú para remolcar al Manco Cápac. De ahí siguieron por la costa atlántica de América del Sur e ingresaron a Río de Janeiro la noche del 15 de septiembre, el Manco Cápac encalló; fue reflotado al día siguiente, pero el daño requirió tres meses para repararlo. A los barcos se unió la corbeta Unión al mando del capitán Manuel Ferreyros durante este tiempo para liderar de la división naval. Atravesaron el Estrecho de Magallanes el 29 de enero de 1870, pasaron al Océano Pacífico y arribaron al Callao el 11 de mayo de 1870.
En 1874 formó parte de la Escuadra de Evoluciones que se organizó en dicho año.

#### Campaña de 1877
Cuando la sublevación del Huáscar, ocurrida en 1877, formó parte de la División Naval de Operaciones del Sur, al mando del Capitán de Navío Juan Guillermo More y compuesto además por la fragata blindada Independencia, la corbeta Unión y la cañonera Pilcomayo, enviado por el presidente Mariano Ignacio Prado a fin de capturar al buque rebelde. Ese mismo año (1877) se le arreglaron las máquinas, pero no se le cambiaron las calderas debido a la falta de tiempo por la sublevación del Huáscar. Luego, el gobierno no creyó conveniente cambiarle las calderas para evitar una nueva sublevación de la marina.

#### Campaña de la Guerra del guano y del salitre
Cuando el 5 de abril de 1879 se inició la Guerra del guano y del salitre, junto con el Manco Cápac, formó parte de la III División Naval habiendo recibido la orden de zarpar hacia Arica, como batería flotante para la defensa del puerto, pero debido al mal estado de sus calderas no fue posible su navegación, pues, en mayo de 1879, se detuvo a la altura de la isla San Lorenzo, frente al Callao, al colapsar sus motores, quedando inmovilizado y anclado en el Callao, habiendo defendido al puerto de Lima durante el bloqueo del mismo realizado por la escuadra chilena. El 16 de enero de 1881 luego de las batallas de San Juan, Chorrillos y Miraflores, ocurridas el 13 y el 15 de enero, se le retiraron sus cañones y fue hundido, junto con el resto de la escuadra, para evitar que engrosara las filas enemigas.
Según afirma el diplomático e historiador peruano Juan del Campo: el historiador Andrew Toppan, asegura que ese mismo año (1881) el “Atahualpa” habría sido reflotado por los chilenos, utilizado como pontón y finalmente dado de baja y desarmado en 1910.